# Home Nations Championship 1900
L'Home Nations Championship 1900 (in gallese Pencampwriaeth Rygbi'r Pedair Gwlad 1900) fu la 18ª edizione del torneo annuale di rugby a 15 tra le squadre nazionali di Galles, Inghilterra, Irlanda e Scozia.
Secondo titolo, di nuovo con Triple Crown, per il Galles, di ritorno alla vittoria finale dopo sette anni; i gallesi chiusero la loro campagna internazionale battendo l'Irlanda al Balmoral Showgrounds di Belfast dopo avere sconfitto in sequenza gli inglesi in trasferta e gli scozzesi a domicilio.
Il valore delle marcature, come stabilito dall’IRFB nel 1893, era: 3 punti per ciascuna meta (5 se trasformata), 3 punti per la realizzazione di ciascun calcio piazzato, 4 punti per la realizzazione di ciascun drop o mark.

## Nazionali partecipanti e sedi
| Squadra     | Città               | Impianto interno                    |
| ----------- | ------------------- | ----------------------------------- |
| Galles      | Swansea             | St. Helen's                         |
| Inghilterra | Gloucester Richmond | Kingsholm Athletic Ground           |
| Irlanda     | Belfast Dublino     | Balmoral Showgrounds Lansdowne Road |
| Scozia      | Edimburgo           | Inverleith Sports Ground            |

## Risultati
| Arbitro: | Adam Turnbull |

|           |      |               |
| Nicholson | mt   | Hellings Trew |
|           | tr   | Bancroft (2)  |
|           | c.p. | Bancroft      |

| Arbitro: | A. Hartley |

|                                    |    |       |
| Llewellyn (2) Nicholls B. Williams | mt | Dykes |

| Arbitro: | Graham Findlay |

|                           |      |         |
| Gordon-Smith Robinson (2) | mt   |         |
| Alexander                 | tr   |         |
| Gordon-Smith              | drop | Allison |

| Dublino 24 febbraio 1900 | Irlanda     | 0 – 0 referto | Scozia | Lansdowne Road\| Arbitro: \| A.R. Badger \| |
| Arbitro:                 | A.R. Badger |               |        |                                             |

| Edimburgo 10 marzo 1900 | Scozia          | 0 – 0 referto | Inghilterra | Inverleith (20000 spett.)\| Arbitro: \| Michael Delaney \| |
| Arbitro:                | Michael Delaney |               |             |                                                            |

| Arbitro: | Adam Turnbull |

|  |    |           |
|  | mt | G. Davies |

## Classifica
| Pos | Squadra     | G | V | N | P | PF | PS | DP  | Pt |
| --- | ----------- | - | - | - | - | -- | -- | --- | -- |
| 1   | Galles      | 3 | 3 | 0 | 0 | 28 | 6  | +22 | 6  |
| 2   | Inghilterra | 3 | 1 | 1 | 1 | 18 | 17 | +1  | 3  |
| 3   | Scozia      | 3 | 0 | 2 | 1 | 3  | 12 | −9  | 2  |
| 4   | Irlanda     | 3 | 0 | 1 | 2 | 4  | 18 | −14 | 1  |